# Quartinia tripolitana
Quartinia tripolitana är en stekelart som beskrevs av Richards 1962. Quartinia tripolitana ingår i släktet Quartinia och familjen Masaridae. Utöver nominatformen finns också underarten Q. t. sinaitica.